# دوان هرت
دوان هرت (بالإنجليزية: Dwan Hurt)‏ هو مدرب كرة سلة أمريكي، ولد في 29 مارس 1963، وتوفي في 25 نوفمبر 2016.